# Onoseris
Onoseris  es un género  de plantas con flores de la familia Asteraceae.  Comprende 81 especies descritas y de estas, solo 18 aceptadas. Se distribuye desde México hasta Argentina, con gran diversidad en los Andes de Perú.

## Descripción
Son hierbas perennes, sufrútices o arbustos, hasta 1.5 m de alto. Hojas caulinares alternas, pinnaticompuestas, de contorno ampliamente oblanceolado a obovado, el segmento terminal ampliamente ovado, (10–) 15–25 cm de largo y (8–) 16–30 cm de ancho, base cordada o sagitada, márgenes serrados a incisos, los segmentos apareados, ovados, márgenes irregularmente palmado-lobados, disminuyendo de tamaño hacia la base, haz glabra a ligeramente aracnoide-tomentosa, envés lanoso-tomentoso; pecíolos y raquis marginados, 15–30 (–40) cm de largo. Capitulescencias grandes, ampliamente paniculadas, hasta 1 m de largo, últimos pedúnculos hasta 15 cm de largo, bracteolados; capítulos discoides, 3–4 cm de alto y 1–1.5 cm de ancho; involucros angostamente campanulados; filarias en 6–8 series, lineares a lanceoladas, imbricadas, las internas gradualmente más largas, hasta 28 mm de largo y 2 mm de ancho, ápice atenuado a acuminado; flósculos homógamos, 4–7 (–11), las corolas bilabiadas, tubulares, 20–25 mm de largo, rojas, el ápice ligulado, con 4-lobos connados, 1.5–4 mm de largo y con un lobo adicional opuesto, linear, 9–12 mm de largo. Aquenios cilíndricos, 6–10 mm de largo, 4–5 acostillados, pilosos; vilano de cerdas capilares, 1.5–2 cm de largo, ancistrosas, blanco-amarillentas a café-amarillentas.

## Taxonomía
El género fue descrito por Carl Ludwig Willdenow y publicado en Species Plantarum. Editio quarta 3(3): 1702. 1803. La especie tipo es: Atractylis purpurea L. f. = Onoseris purpurea (L.f.) S.F.Blake

## Especies aceptadas
A continuación se brinda un listado de las especies del género Onoseris aceptadas hasta agosto de 2012, ordenadas alfabéticamente. Para cada una se indica el nombre binomial seguido del autor, abreviado según las convenciones y usos.
- Onoseris acerifolia Kunth
- Onoseris adpressa Less.
- Onoseris alata Rusby
- Onoseris albicans (D.Don) Ferreyra
- Onoseris annua Less.
- Onoseris castelnaeana Wedd.
- Onoseris cumingii Hook. & Arn.
- Onoseris donnell-smithii (J.M.Coult.) Ferreyra
- Onoseris drakeana André
- Onoseris gnaphalioides Muschl.
- Onoseris hastata Wedd.
- Onoseris hyssopifolia Kunth
- Onoseris odorata (D.Don) Hook. & Arn.
- Onoseris onoseroides (Kunth) B.L.Rob.
- Onoseris sagittata (Rusby) Rusby
- Onoseris salicifolia Kunth
- Onoseris silvatica Greenm.
- Onoseris speciosa Kunth